# 蒙尼爾·艾哈達奧
蒙尼爾·艾哈達奧（Mounir El Hamdaoui，1984年7月14日—），又譯艾咸達奧，出生於荷蘭鹿特丹，荷蘭和摩洛哥足球員。職業生涯最大亮點是成為2008/09年荷蘭足球甲組聯賽神射手，以及當選為荷蘭足球先生。

## 球員生涯

### 精英隊
艾哈達奧是由精英隊的青年軍中培訓出來，他在青年軍認識的好友包括范佩西以及薩德·保達哈。2001-02年球季，首次在聯賽中上陣，在效力四季期間，聯賽出場74次取得32個入球。其後被關聯球隊飛燕諾看中，跟隨他們訓練，但未正式被飛燕諾球隊簽下。2005年被荷蘭籍領隊马丁·乔尔看中，加盟英超球隊熱刺。

### 熱刺
2005年1月艾哈達奧明盟熱刺，為期三年半。但自此之後從未在英格蘭足球超級聯賽中披甲上陣。不過他曾在其他非正式賽事中替熱刺上陣，2005年7月舉行的和平盃中，決賽擊敗里昂3-1的賽事披甲上陣；此外他在對諾咸頓的友賽中取得兩個入球以及對艾迪索特镇的賽事中取得一個入球。

### 打比郡
2005年9月起，艾哈達奧被外借到英冠球隊打比郡六次。在肩膀脫臼受傷前取得兩個入球.。其後他一直受到傷患的影響，只是出賽過九次。

### 威廉二世
2006年6月，艾哈達奧返回荷蘭聯賽，效力威廉二世。2006年8月19日對烏德勒支的季初首戰取得一個入球。季初表現非常出色，四場賽事中取得三個入球。可惜他受傷，休息了九個月。效力威廉二世期間，他只在聯賽披甲七次。在2007/08年球季舉行不久，他轉會到阿爾克馬爾。

### 阿爾克馬爾

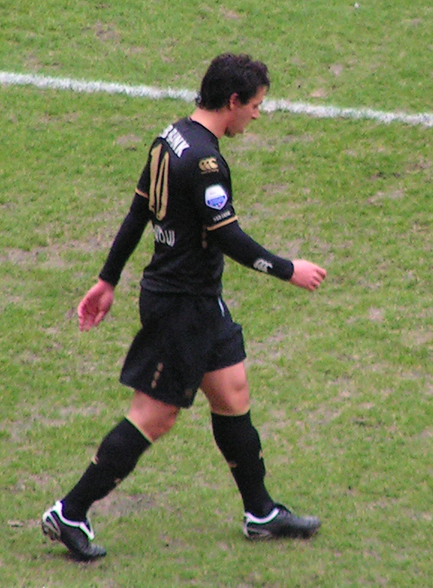
效力阿爾克馬爾的艾哈達奧

2007年8月31日艾哈達奧簽約效力阿爾克馬爾至2011年2007年9月16日，迎戰鹿特丹斯巴達聯賽中首次替阿爾克馬爾上陣，取得一個入球。效力阿爾克馬爾首個球季，在23場比賽中取得7個入球。
2008/09年球季是他表現大躍進的球季，在冬季休息的時候，17場聯賽取得16個入球，此外球隊在聯賽榜領先，個人亦在神射手榜佔先。他協助阿爾克馬爾奪得歷來第二個聯賽冠軍，以31個入球，1球之差力壓阿積士蘇亞雷斯成為聯賽神射手。此外他亦當選為荷蘭足球先生。
2009/10年球季，阿爾克馬爾領隊范加尔轉投德甲班霸拜仁慕尼黑，新帥罗纳德·科曼上任後，艾哈達奧以及整隊球隊陷入低潮，前20場賽事只取得28分。歇冬前朗奴·高文被辭退，新教練艾德沃卡特表示在餘下的賽事要取得艾哈達奧取得15-16個入球。艾哈達奧26場聯賽賽事取得20個入球，以第5名完成球季。由於阿爾克馬爾主要贊助商DSB銀行破產，球隊急售球員減輕負擔及套現，當中包括了艾哈達奧。

### 阿積士
2010年7月30日加盟阿積士，再次與曾執教熱刺領隊马丁·乔尔合作。8月8日首場聯賽對格羅寧根賽事取得兩個入球。其後在歐洲聯賽冠軍盃附加賽對基輔戴拿模次回合賽事中射進關鍵的入球，替球隊出線主賽圈。其後在分組賽中主場迎戰AC米蘭取得一個入球。

## 國際賽
艾哈達奧曾代表荷蘭21歲以下國家隊出賽。2005年亦曾代表摩洛哥B隊在友誼賽對沙地阿拉伯賽事中上陣。他希望代表摩洛哥，早在2006年11月接受足球雜誌訪問時表示想代表摩洛哥出賽。2009年2月11日對捷克的友誼賽首次替國家隊上陣。3月24日，對加蓬輸1-2的2010年世界盃外圍賽賽事中，射進首個國家隊入球。
國際賽入球
| # | 日期          | 場地                           | 對手 | 入球 | 賽果 | 比賽               |
| - | ------------- | ------------------------------ | ---- | ---- | ---- | ------------------ |
| 1 | 2009年3月28日 | 摩洛哥达尔贝达穆罕默德五世球場 | 加彭 | 1-2  | 1-2  | 2010年世界盃外圍賽 |

## 榮譽

### 球隊榮譽
阿爾克馬爾：
- 荷蘭聯賽冠軍
  - 冠軍（1）： 2008–09年
- 荷蘭超級盃
  - 冠軍（1）： 2009年

### 個人榮譽
- 荷蘭足球先生：2008–09年
- 荷蘭聯賽神射手：2008–09年

## 外部連結
- goal.com:Mounir El Hamdaoui
- national-football-teams.com:El Hamdaoui, Mounir （页面存档备份，存于）